# Jakob von Bernuth
Jakob Christian Bernuth, seit 1786 von Bernuth (* 31. Juli 1729 in Groß Rosenburg; † 13. April 1797 in Hamm) war ein preußischer Kriegs- und Domänensteuerrat.

## Leben

### Herkunft
Jakob war ein Sohn des Lehrers in Groß Rosenburg Johann Heinrich Bernuth (1692–1754), und dessen Ehefrau Catharina Magda, geborene Hoff (* 1692). Gemeinsam mit seinem Bruder Johann Matthias von Bernuth (1716–1797), Kammerdirektor des Kriegs- und Domänenrats in Kleve, wurde er am 20. November 1786 in den erblichen preußischen Adelsstand erhoben.

### Werdegang
Bernuth erhielt anfangs Unterricht durch seinen Vater sowie Privatlehrer zu Hause und wechselte später auf das Domgymnasium Magdeburg beim Rektor Johann Gottlieb Immermann (1707–1775). Ostern 1747 schrieb er sich an der Universität Halle für das Studium der Rechtswissenschaften ein und hörte juristische, philosophische und historische Vorlesungen. Er beendete das Studium Ostern 1752 und besuchte anschließend im Mai 1752 seinen in Kleve als Kammersekretär tätigen Bruder.
Von 1752 bis 1757 arbeitete er als Sekretär in einer Kommission, die das westfälische Salzwesen dirigierte. 1857 wurde er überzähliger Kammersekretär und 1761 ordentlicher Sekretär der märkischen Kriegs- und Domänenkammer in Kleve. 1764 kam er als Sekretär in die Kommission zur Regulierung der Schulden in den Provinzen Kleve und Mark. Am 9. Juni 1770 absolvierte er das Große Examen und wurde am 3. Juli 1770 Steuerrat in der Grafschaft Mark mit Sitz in Hamm; er stand den Städten nordwärts der Ruhr vor. 1788 nahm er seinen Abschied und ging in den Ruhestand.

### Familie
Bernuth heiratete am 26. Juni 1766 in Dortmund Clara Gerstmann (1747–1818), eine Tochter des praktischen Arztes Barthold Florian Gerstmann. Aus der Ehe gingen folgende Kinder hervor:
- Wilhelm (1768–1828), Kriegs- und Steuerrat an der Kriegs- und Domänenkammer in Hamm;
- Johann Ludwig (1770–1857), preußischer Wirklicher Geheimer Oberfinanzrat ⚭ Wilhelmine Gräfin von Platen-Hallermund (1778–1827), eine Tochter des Reichsgrafen Philipp August von Platen Hallermund (1748–1831), Oberforstmeister in Ansbach, ihr Bruder war der Dichter August von Platen-Hallermünde;
- Friedrich (1772–1862), preußischer Oberstleutnant;
- Karl (1774–1843), Regierungsrat und Präsident des Oberlandesgerichts Münster ⚭ Luise Freiin von der Recke (1787–1862) aus dem Hause Uentrop, Eltern des Politikers August von Bernuth und des Generalmajors Fritz von Bernuth;
- Ernst (1779–1847), Oberlandesgerichtsrat in Hamm ⚭ Luise von Bernuth (1787–1813), eine Tochter des Kammerpräsidenten Friedrich von Bernuth (1757–1832);
- August (1782–1857), preußischer Staatsrat ⚭ Dorothee Jochmus (1780–1865).